# 김규완 (작가)
김규완(1967년 ~ )은 대한민국의 영화, 드라마 작가이며, 작품은 단편 3편이 전부였던 작가는 처음으로 쓴 드라마 《피아노》가 신드롬을 일으키며 스타작가로 자리잡았다.

## 출신 학교
- 덕성여자대학교 국어국문학과 학사 (86학번)

## 주요 작품 (작가)

### 드라마
- KBS 수목드라마 《아이언 맨》 (2014년 9월 10일 ~ 2014년 11월 13일)
- SBS의 주말 특별기획 드라마 《출생의 비밀》 (2013년 4월 27일 ~ 2013년 6월 23일)
- KBS 수목드라마 《신데렐라 언니》 (2010년 3월 31일 ~ 2010년 6월 3일)
- SBS 드라마 스페셜 《불한당》 (2008년 1월 2일 ~ 2008년 2월 28일)
- MBC 수목 미니시리즈 《닥터깽》 (2006년 4월 5일 ~ 2006년 5월 25일)
- SBS의 주말 특별기획 드라마 《봄날》 (2005년 1월 8일 ~ 2005년 3월 13일)
- MBC 수목 미니시리즈 《사랑한다 말해줘》 (2004년 2월 25일 ~ 2004년 4월 14일)
- SBS 드라마 스페셜 《피아노》 (2001년 11월 21일 ~ 2002년 1월 10일)
- MBC 베스트극장 《오월의 사랑》 (1998년 5월 22일)
- SBS 70분드라마 《집에 가는 길》 (1998년 1월 2일)
- KBS 드라마게임 《솔이엄마》 (1996년 7월 21일)

### 영화
- 2003년 첫사랑 사수 궐기 대회